# Mike Laure

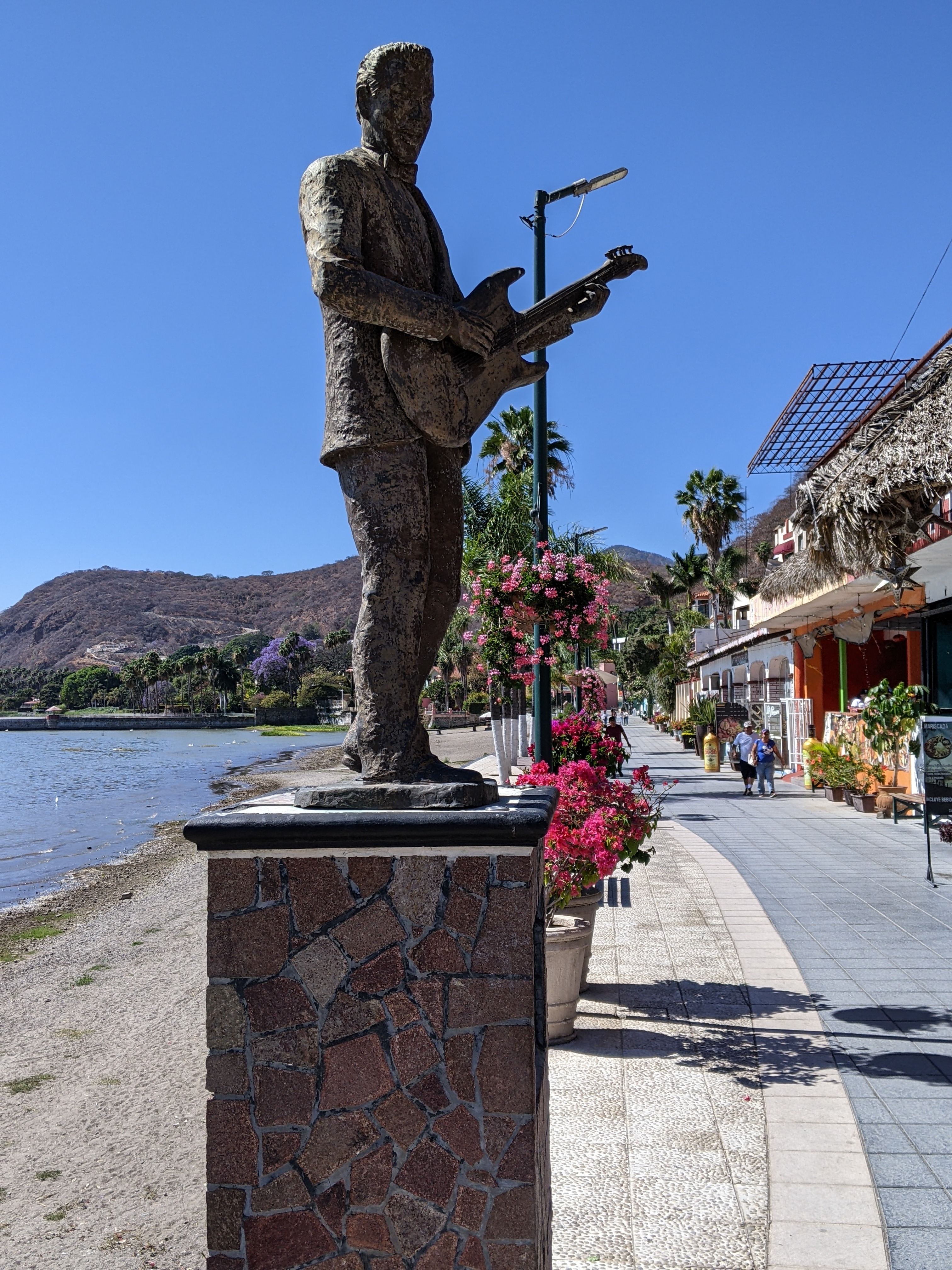
Denkmal für Mike Laure an der Uferpromenade von Chapala, Jalisco

Mike Laure (* 29. September 1937 in El Salto, Jalisco; † 17. November 2000 in Mexiko-Stadt), bürgerlich Miguel Laure Rubio, war ein mexikanischer Sänger, der auch als El Rey del Trópico bekannt war. 

## Leben
Laure war bekannt für die Vermischung von Elementen des Rock ’n’ Roll mit tropischen Rhythmen, weshalb er den Beinamen El Rey Trópico (span. für Der König des Trópico) erhielt. Seine Verehrung für Bill Haley und die Comets inspirierten ihn dazu, seiner Begleitband den Namen Los Cometas zu geben.
Zu seinen bekanntesten Liedern zählen (in alphabetischer  Reihenfolge): Amor de Chapala, Arroz con popote, Carretón de tabaco, Drácula, Española, Grande de caderas,  La banda borracha, La cosecha de mujeres, La rajita de canela, La secretaria, María Cristina, Mazatlán,  Quiero amanecer, Sin tus besos, Tiburón a la vista und Veracruz.
Mike Laure starb im Alter von 63 Jahren an Atemwegsinsuffizienz, nachdem er zuvor mehr als einen Monat im Koma gelegen hatte.